# علی‌اکبر دبیر سهرابی
میرزا علی‌اکبر خان دبیرالسلطان ( ۱۲۵۱ تبریز - ۱۳۱۸) که نام خانوادگی دبیر سهرابی برگزید، منشی خاصه و مأمور خفیهٔ مظفرالدین شاه قاجار و نماینده مجلس شورای ملی در دوره‌های قاجار و پهلوی بود.
پدرش حاج میرزا محمدعلی‌خان وکیل‌الدوله وزیر تحریرات و رسائل دربار مظفرالدین‌ شاه بود که امور مربوط به محمدعلی میرزا در تهران را نیز انجام می‌داد. 
علی‌اکبر خان در تبریز تحصیلات مقدماتی از قبیل زبان و ادبیات فارسی و زبان عربی را آموخت. سپس فرانسه یاد گرفت و به منشی‌گری مظفرالدین‌میرزا ولیعهد رسید. هنگامی نیز که محمدعلی میرزا ولیعهد شد، وزیر رسائل وی بود. دبیرالسلطان در سفرهای خارجی مظفرالدین‌شاه به اروپا همراه وی بود. امین‌الدوله صدراعظم با او مخالفت زیادی داشت و در نهایت در اواخر سال ۱۲۸۲ خورشیدی باعث برکناری‌اش شد. 
بعد از برقراری نظام مشروطه، به نمایندگی از صنف ملاکین و اعیان وارد مجلس شد و به منشی‌گری برگزیده شد اما در مجلس با بی‌اعتنایی نمایندگانِ آزادی‌خواه روبور شد زیرا وی را از نزدیکان محمدعلی‌شاه می‌دانستند. پس از انحلال مجلس از نزدیکان شاه شد و در تمام امور مملکت نظر می‌داد. اما با سقوط محمدعلی شاه مجبور شد پنهانی زندگی کند و در املاک پهناوری ادامه حیات دهد که در آذربایجان و کردستان به دست آورده بود. 
بازگشت دوبارهٔ او به دنیای سیاست در دوران پهلوی در زمستان ۱۳۰۹ روی داد که از حوزهٔ انتخابیه بیجار و گروس به نمایندگی دوره هشتم مجلس شورای ملی انتخاب شد. در دورهٔ بعدی نیز نماینده مردم بیجار بود. در دوره‌های دهم و یازدهم به نمایندگی از قوچان به مجلس رفت.
دبیرالسلطان در جوانی با دختر میرزا حسن‌خان مشارالملک ازدواج کرد. او بخش زیادی از املاک خود را وقف بیمارستان آستان قدس رضوی کرد. 